# Florian Wiek
Florian Wiek es un pianista de Alemania.
Desde 1994 a 1997 tuvo una beca del Villa música de Maguncia. Allí dio conciertos de música de cámara dirigido por músicos alemanes como Thomas Brandis, Ida Bieler, Martin Ostertag, Wolfgang Gaag y Rainer Moog. Junto a su compañero Justus Grimm, Wiek fue elegido por el 44.º y 46.º Bundes-auswahl junger Künstler en Alemania, gracias a cuyo nombramiento realizaron gran número de recitales de sonatas.
En 2001, Wiek tocó en concierto el Quinteto con piano de Schumann junto con el violinista Ivry Gitlis, entre otros. En octubre de 2005 recibió el puesto de profesor de piano y música de cámara en la Musikhochschule de Stuttgart.